# Pseudoligosita numiciae
Pseudoligosita numiciae är en stekelart som först beskrevs av Gennaro Viggiani 1972.  Pseudoligosita numiciae ingår i släktet Pseudoligosita och familjen hårstrimsteklar. Inga underarter finns listade i Catalogue of Life.